# 2015.
◄ | 20. stoljeće | 21. stoljeće | 22. stoljeće | ►
◄ | 1980-ih | 1990-ih | 2000-ih | 2010-ih | 2020-ih | 2030-ih | 2040-ih | ►
◄◄ | ◄ | 2012. | 2013. | 2014. | 2015. | 2016. | 2017. | 2018. | ► | ►►
Arhitektura • Astronautika • Astronomija • Biologija • Film • Fotografija • Glazba • Kazalište • Kemija • Kiparstvo • Knjige • Književnost • Kršćanstvo • Meteorologija • Medicina • Planinarstvo • Politika • Pravo • Promet • Slikarstvo • Strip • Šport • Televizija • Znanost • Zrakoplovstvo • Željeznički promet
2015. je godina prema gregorijanskom kalendaru koja nije prijestupna. Započela je u četvrtak i imala je 53 tjedna.
Godina posvećenog života namijenjena je osobama posvećenog života (redovnici), a obilježava se uz 50. obljetnicu objavljivanja dekreta Drugog vatikanskog koncila o prilagođenoj obnovi redovničkog života Perfectae caritatis.

## Događaji

### Siječanj
- 1. siječnja
  - Litva uvela euro i postala 19. članica eurozone.[1]
  - Na snagu stupio Euroazijski gospodarski savez.
  - Na snagu stupio zadnji dio Atenskog ugovora kojim se dovršava proces liberalizacije tržišta električne energije. Ovaj dio Atenskog ugovora liberalizira tržište električne energije za kućanstva koja će u cijeloj Europi od 1. siječnja 2015. moći kupovati električnu energiju od odabranog proizvođača.
- 7. siječnja –  Izvršen oružani napad na središnji ured Charlie Hebdoa u Parizu, ostavljajući najmanje 12 mrtvih.[2]
- 11. siječnja – Održan drugi krug hrvatskih predsjedničkih izbora u kojem je Kolinda Grabar-Kitarović na izborima za četvrtog hrvatskog predsjednika pobijedila Ivu Josipovića.[3]

### Veljača
- 3. veljače – Međunarodni sud pravde u Haagu odbacio je tužbu Hrvatske protiv Srbije za genocid, kao i protutužbu Srbije protiv Hrvatske.[4]

### Ožujak
- 5. ožujka – 8. ožujka – Pripadnici terorističke skupine Islamska država počinili su kulturocid nad ostacima drevnih gradova Kalah, Hatra i Dur-Sharrukin. Uništeni su brojni spomenici i primjeri kulturne baštine.[5][6]

### Travanj
- 2. travnja – Trajekt Liburnija nakon pola stoljeća službe isplovio je na svoje posljednje putovanje, iz Malog Lošinja do rezališta Aliaga kraj Izmira u Turskoj.[7]
- 15. travnja – Osumnjičenik za ratne zločine Goran Hadžić sletio je u Beograd i dopremljen u Novi Sad nakon odluke Haškog suda zbog lošeg zdravstvenog stanja pustiti ga na privremenu slobodu.[8]
- 25. travnja – U razornom potresu u Nepalu koji je najteže pogodio glavni grad Kathmandu poginulo je više od 4 400 ljudi, a preko 8 000 je ranjeno.[9]
- 27. travnja – U napadu člana vehabijskog pokreta na policijsku postaju u Zvorniku ubijen jedan i ranjena dva policajca, a naposljetku u razmjeni vatre usmrćen napadač.[10]

### Svibanj
- 14. svibnja – U Srbiji je rehabilitiran vrhovni zapovjednik Jugoslovenske vojske u otadžbini iz Drugog svjetskog rata Dragoljub Mihailović.[11]
- 19. svibnja – 23. svibnja – Pjesma Eurovizije 2015. u Austriji
- 23. svibnja – U Pločama podignut spomenik prvom predsjedniku Republike Hrvatske Franji Tuđmanu visok 2,5 m.[12]

### Lipanj
- 5. lipnja – Najbolji rukometaš svih vremena Ivano Balić odigrao svoju posljednju utakmicu.[13]
- 6. lipnja – Papa Franjo posjetio Sarajevo.[14]

### Srpanj
- 9. srpnja – Optuženik za ratne zločine Dragan Vasiljković izručen Hrvatskoj.[15]

### Kolovoz
- 4. kolovoza – posvećena Crkva Gospe Velikog Hrvatskog Krsnog Zavjeta u Kninu.[16]

### Rujan
- 9. rujna – Elizabeta II. postala je najdulje vladajući britanski monarh u povijesti, prestigavši kraljicu Viktoriju.[17]

### Listopad
- 29. listopada – Kina je nakon 36 godina ukinula strogu politiku jednog djeteta.[18]

### Studeni
- 9. studenoga – Katalonski parlament izglasovao Deklaraciju o iniciranju procesa neovisnosti Katalonije.
- 13. studenog – U nizu istodobnih terorističkih napada islamista u Parizu poginulo je 129 osoba, a 352 su ranjene.[19]
- 18. studenog – U napadu člana vehabijskog pokreta u Sarajevu ubijena su dva vojnika Oružanih snaga BiH.[20]
- 25. studenog – Potpredsjednik SAD-a Joe Biden posjetio je Zagreb i prisustvovao skupu čelnika država jugoistočne Europe Brdo-Brijuni.[21]

### Najavljeni događaji
- 14. srpnja – Očekuje se da će NASA-ina svemirska letjelica New Horizons doći do bivšeg planeta, Plutona.
- 15. prosinca – ukidanje troškova roaminga unutar Europske unije.[22]

### Športski događaji
- 17. siječnja – 1. veljače – Svjetsko prvenstvo u rukometu – Katar 2015.
- 2. veljače – 15. veljače –  Svjetsko prvenstvo u alpskom skijanju - Beaver Creek 2015.
- 11. lipnja – 28. lipnja  - Europsko prvenstvo u košarci za žene - Mađarska/Rumunjska 2015.
- 12. lipnja – 28. lipnja – I. Europske igre – Baku 2015.
- 21. kolovoza – 30. kolovoza – I. Mediteranske igre na pijesku – Pescara 2015.
- 5. rujna – 20. rujna – Europsko prvenstvo u košarci 2015. (Hrvatska, Njemačka, Latvija i Francuska)
- 5. prosinca – 20. prosinca – Svjetsko prvenstvo u rukometu za žene – Danska 2015.

## Obljetnice i godišnjice
- 690. godina Istarskog razvoda (5. svibnja 1325.)
- 265. godišnjica rođenja hrvatskog književnika, znanstvenika i franjevca Matije Petra Katančića (12. kolovoza 1750.)
- 180. obljetnica Horvatske domovine (14. ožujka 1835.)
- 70. godišnjica smrti prof. dr. Ljudevita Juraka (lipanj 1945.)
- 200. obljetnica rođenja i 110. obljetnica smrti đakovačkog biskupa Josipa Jurja Strossmayera (4. veljače 1815. – 8. travnja 1905.)

## Smrti

### Siječanj
- 1. siječnja – Ulrich Beck, njemački sociolog (* 1944.)
- 11. siječnja – Anita Ekberg, švedsko - američka filmska glumica (* 1931.)
- 21. siječnja – Kemal Monteno, bosanskohercegovački pjevač (* 1948.)
- 23. siječnja – Abdullah bin Abdulaziz al-Saud, kralj Saudijske Arabije (* 1924.)

### Veljača
- 14. veljače – Franjo Mihalić, hrvatski atletičar (* 1920.)
- 27. veljače – Leonard Nimoy, američki filmski glumac i redatelj (* 1931.)
- 27. veljače – Boris Nemcov, ruski političar (* 1959.)

### Ožujak
- 4. ožujka
  - Dušan Bilandžić, hrvatski povjesničar i političar (* 1924.)
  - Vlada Divljan, srpski rock glazbenik i tekstopisac (* 1958.)
- 7. ožujka – Tomislav Radić, hrvatski redatelj, scenarist i producent (* 1940.)
- 23. ožujka – Lee Kuan Yew, singapurski političar (* 1923.)
- 28. ožujka – Ante Pažanin, hrvatski filozof i politolog (* 1930.)

### Travanj
- 5. travnja – Slaven Barišić, hrvatski fizičar, akademik i professor emeritus Sveučilišta u Zagrebu (* 1942.)
- 13. travnja – Günter Grass, njemački književnik i nobelovac (* 1927.)
- 20. travnja – Nikola Kallay, hrvatski kemičar, akademik HAZU (* 1942.)
- 30. travnja – Vladimir Ibler, hrvatski akademik, pravnik i profesor (* 1913.)
- 30. travnja - Ben E. King, američki soul pjevač (* 1938.)

### Svibanj
- 2. svibnja – Maja Pliseckaja, ruska balerina (* 1925.)
- 14. svibnja – B. B. King, američki blues pjevač, tekstopisac i gitarist (* 1925.)
- 30. svibnja – Zvonimir Zoričić, hrvatski glumac (* 1948.)

### Lipanj
- 7. lipnja – Christopher Lee, engleski filmski i kazališni glumac (* 1922.)
- 17. lipnja – Süleyman Demirel, turski političar (* 1924.)
- 28. lipnja – Goran Brajković, hrvatski nogometaš (* 1978.)
- 29. lipnja – Josef Masopust, nogometaš i nogometni trener (* 1931.)

### Srpanj
- 10. srpnja – Omar Sharif, egipatski glumac (* 1932.)
- 30. srpnja – Lynn Anderson, američka country pjevačica (* 1947.)

### Kolovoz
- 2. kolovoza – Cilla Black, engleska pjevačica i televizijska zabavljačica (* 1943.)
- 16. kolovoza – Mile Mrkšić, general JNA i Srpske vojske Krajine i osuđeni ratni zločinac (* 1947.)
- 17. kolovoza – Arsen Dedić, hrvatski skladatelj, književnik, prevoditelj, pjesnik i kantautor (* 1938.)
- 21. kolovoza – Petar Jelaska, hrvatski pjevač i glumac (* 1926.)
- 27. kolovoza – Krunoslav Cigoj, hrvatski operni pjevač i diplomat (* 1949.)

### Rujan
- 13. rujna – Moses Malone, američki košarkaš (* 1955.)
- 17. rujna – Dettmar Cramer, njemači nogometaš i nogometni trener (* 1925.)
- 23. rujna – Dragan Holcer, hrvatski nogometaš (* 1945.)

### Listopad
- 1. listopada – Božo Bakota, hrvatski nogometaš (* 1950.)[23]
- 5. listopada – Henning Mankell, švedski književnik (* 1948.)
- 5. listopada – Tomris İncer, turska glumica (* 1948.)
- 10. listopada – Saša Britvić, hrvatski dirigent i glazbeni pedagog (* 1965.)[24]
- 23. listopada – Krunoslav Hulak, hrvatski šahist (* 1951.)[25]

### Studeni
- 2. studenog – Miroslav Poljak, hrvatski vaterpolist (* 1944.)[26]
- 4. studenog – Pajo Kanižaj, hrvatski književnik (* 1939.)[27]
- 5. studenog – René Girard, francuski povjesničar, pisac i filozof (* 1923.)
- 10. studenog – Helmut Schmidt, njemački političar i kancelar (* 1918.)
- 20. studenog – Vlatko Dulić, hrvatski glumac (* 1943.)

### Prosinac
- 29. prosinca – Pavel Srníček, češki nogometaš i nogometni trener (* 1968.)

## U popularnoj kulturi
- U filmu Povratak u budućnost 2 iz 1989., glavni likovi Marty McFly i Doc Brown putuju vremeplovom iz 1985. u 2015. Prema tome filmu, antigravitacijski uređaji će biti uobičajeni i korišteni čak i na obiteljskim automobilima i skejtbordovima.

## Vanjske poveznice
|  | Zajednički poslužitelj ima još gradiva o temi 2015. |